# Accord parfait mineur
Pour un article plus général, voir Accord parfait.

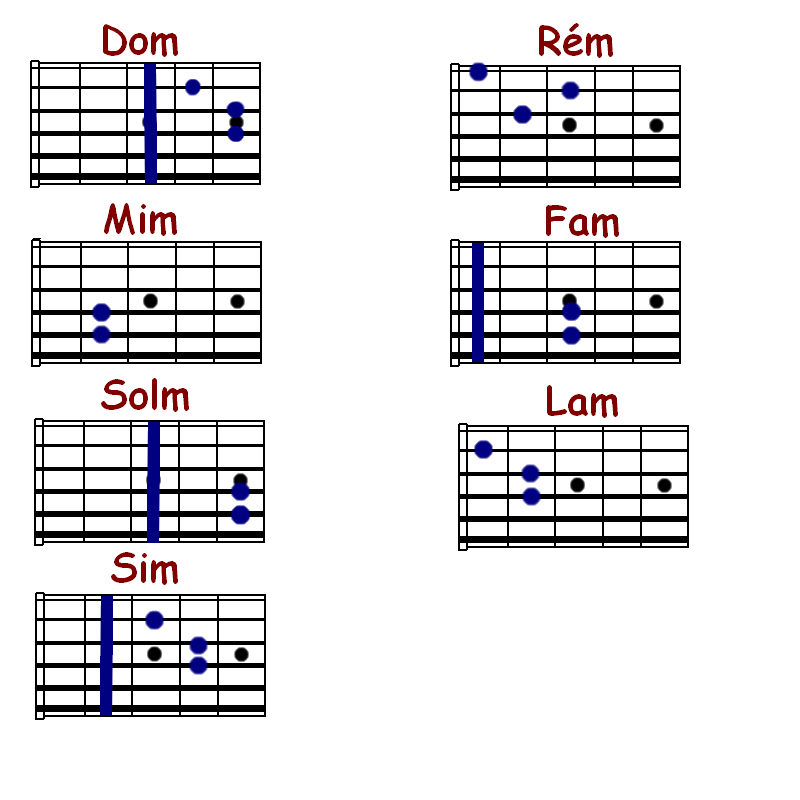
Accords mineurs

En musique, l’accord parfait mineur est composé d'une fondamentale, d'une tierce mineure et d'une quinte juste (c'est-à-dire une tierce majeure superposée à tierce mineure).
Par exemple : do, mi♭, sol (accord parfait de do mineur) :
- On trouve l'accord parfait mineur sur les II, IIIe et VIe degrés de la gamme majeure, sur les Ier et IVe degrés de la gamme mineure harmonique, et sur les Ier, IVe et Ve degrés de la gamme mineure naturelle.

## Consonance acoustique de l'accord parfait mineur
L'accord parfait mineur est le seul accord de trois notes, dont les trois notes ont une harmonique — audible et de rang pas trop élevé — en commun (plus ou moins exactement selon le tempérament utilisé) : cette harmonique commune aux trois notes est située 2 octaves au-dessus la note aiguë de l'accord : C'est l'harmonique de rang 6 de la fondamentale de l'accord, celui de rang 5 de la note du milieu, celui de rang 4 de la note aiguë :
Dans l'exemple do, mi♭, sol : un sol, 2 octaves au-dessus.
Les trois notes d'un accord parfait mineur peuvent aussi être regardées comme correspondant (plus ou moins exactement selon le tempérament utilisé), aux trois harmonique de rangs 10, 12 et 15 d'une fonction périodique dont la fréquence fondamentale est située 3 octaves et une quinte en dessous de la tierce mineure dudit accord, mais la « sensation » acoustique n'est pas évidente comme pour l'accord parfait majeur car les rangs harmoniques en question sont plus élevés.
En effet :
- 12/10 = 6/5 = la tierce mineure
- 15/12 = 5/4 = la tierce majeure

L'explication de l'unique harmonique commune aux trois notes est donc vérifiée par : {\displaystyle 10\times 6=12\times 5=15\times 4}.